# Toxorhamphus pygmaeum
Toxorhamphus pygmaeum là một loài chim trong họ Melanocharitidae.